# Eddy Clearwater
Pour les articles homonymes, voir Clearwater.
Eddy Clearwater, nom de scène d'Edward Harrington, dit Clear Waters, The Chief ou Guitar Eddy, est un chanteur et guitariste américain de blues, né à Macon dans le Mississippi le 10 janvier 1935 et mort à Skokie dans l'Illinois le 1er juin 2018.

## Biographie

### Carrière

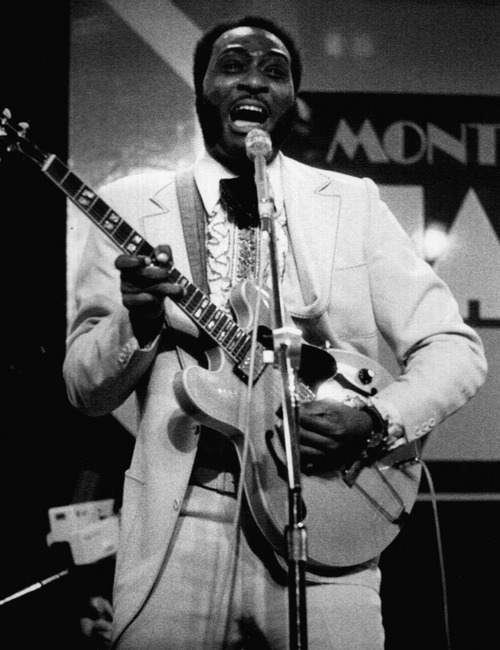
Eddy Clearwater en 1978.

Bien que né à Macon dans le Mississippi, Eddy Clearwater est principalement connu comme faisant partie de la scène du Chicago blues des années 1960. Il se produit principalement aux États-Unis (en particulier à Chicago et en Illinois) mais aussi dans des festivals en France, Allemagne et Pays-Bas.

### Famille
Eddy Clearwater est un cousin de l'harmoniciste Carey Bell Harrington.
Son oncle est le révérend Houston H. Harrington, fondateur du label Atomic-H à Chicago, et ses neveux sont Joe (basse) et Vernon Harrigton (guitare).

## Discographie
- 1979 The Chief
- 1980 Two times nine
- 1989 Blues Hang Out
- 1992 Help Yourself
- 1995 Boogie My Blues Away
- 1997 Mean Case Of The Blues
- 1998 Chicago Daily Blues
- 1998 Cool Blues Walk
- 2000 Reservation Blues
- 2003 Rock'N'Roll
- 2008 West Side Strut